# الغولف في الألعاب الأولمبية الصيفية 2024
من المقرر أن تقام منافسات الغولف في دورة الألعاب الأولمبية الصيفية 2024 في باريس في الفترة من 1 إلى 10 أغسطس في لو غولف ناسيونال في جويانكور، حيث يتنافس إجمالي 120 لاعبًا (60 لكل جنس) عبر حدثين للميداليات.   يظل مسار وشكل التأهل للغولف في باريس كما هو في النسختين السابقتين، حيث يتأهل 60 لاعبًا لكل حدث على أساس الجنس خلال دورة لعب فردية مدتها أربعة أيام مكونة من 72 حفرة. سيقام حدث الرجال أولاً في 1 أغسطس ومن المقرر أن يقام حدث السيدات بعد ستة أيام. 

## روابط خارجية
- Paris 2024 Olympic Games – IGF